# Office Mobile
Office Mobileとは、マイクロソフトが超小型PC、スマートフォン、タブレットなどのモバイル機器用に展開しているMicrosoft Officeのモバイル版ブランド名である。

## 歴史

### 最初期
最初、Office Mobileは「Pocket Office」と呼ばれており、モバイルOSのWindows CE 1.0用に1996年にリリースされた。このバージョンはハンドヘルドコンピュータ専用で、Windows Mobile SmartphoneやPocket PCには対応していなかった。当初のアプリケーションはPocket WordとPocket Excelだけで、PowerPoint、Access、Outlookは後になって追加された。Windows Mobileのアップデートに応じてリリースは続き、現在の名前、Office MobileとなったのはモバイルOSのWindows Mobile 5.0のリリース後だった。このとき、PowerPoint Mobileがはじめて含まれた。
Microsoft OneNote 2007のリリースに伴い、Office MobileのアプリケーションにもOneNote Mobileがオプションとして追加された。
Windows Mobile 6 Standardのリリースに伴い、Office Mobileはスマートフォンでも使用できるようになったが、Standard版は（Professional版およびClassic版とは異なり）、新規文書の作成ができなかった。これはデスクトップ版のOfficeで空白の新規文書を作成してデバイスと同期させてから、モバイル版で編集して保存することで実質的に回避できた。